# Hilario Cuadros
Hilario Cuadros (Pedro Molina, Mendoza, 23 de diciembre de 1902-Buenos Aires, 8 de diciembre de 1956) fue un poeta, cantante y folclorista argentino, uno de los principales referentes del folklore cuyano.

## Biografía
Cuadros nació en la Media Luna (actual Pedro Molina), en el departamento Guaymallén, hijo de Anselmo Cuadros, un ciudadano de origen chileno, dueño de un almacén de ramos generales y de Carlota Romero. Ambos cultivaban el gusto por el canto y la música,  por lo tanto Hilario tuvo ejemplo y formación musical prácticamente desde su infancia.
Aproximadamente a los tres años, sus padres dejan la casa de la Calle Larga (aún hoy la calle principal de Pedro Molina, que actualmente lleva también el nombre del gobernador mendocino), su familia se traslada a San José, a una casona de adobes en la calle Cañadita Alegre 42, que fue demolida aproximadamente en 1995 por su mal estado de conservación. Frente a este sitio (hoy ocupado por una estación de servicio para automóviles), se encuentra una plazoleta en donde se le rinde tributo al músico.

## Carrera

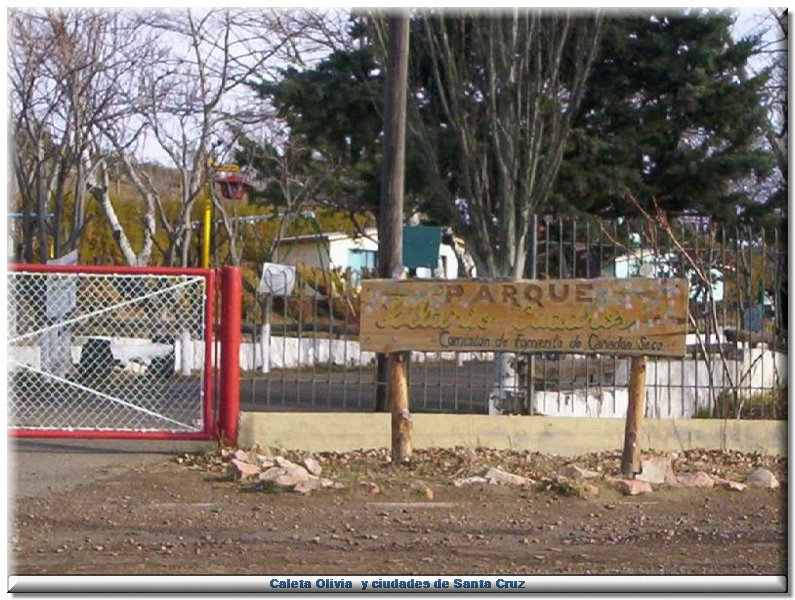
Esta imagen corresponde a una plazoleta ubicada en Cañadón Seco; (Santa Cruz), llamada Hilario Cuadros, en homenaje al cantor. (2013)

Ya de joven, formó dúo con su hermano Guillermo, con quien interpretaba música popular cuyana. En esa época surge su apodo de El chileno. A mediados de la década de 1920 conoció al músico originario de la Provincia de San Juan, llamado Domingo Morales, formando el dúo Cuadros - Morales.
En esta época el periodista Ernesto Fluixá le daría un nuevo apodo a Hilario, al llamarlo el Caballero de la Tradición. Su principal repertorio en estas épocas se basaba en las tonadas cuyanas, algunos como el  gato, la cueca y otros ritmos típicos de la zona.
En 1928 Cuadros y Morales arriban a Buenos Aires y en 1931 ingresan al conjunto, Alberto Quini y Roberto Puccio, nombrando el mismo como Guaymallén pero al poco tiempo deciden utilizar el nombre de Los Trovadores de Cuyo; que les había dado la prensa mendocina, con ocasión de informar sobre su viaje a Buenos Aires, el cual ya no abandonarían. Ya en esta época actuaban con considerable éxito de crítica y público, compartiendo escenarios con grandes artistas del momento, como Manuel Acosta Villafañe, Buenaventura Luna y el intérprete y compositor de origen paraguayo, el intérprete del arpa, Félix Pérez Cardozo, con quien compusieron y tocaron juntos, incorporando en sus interpretaciones instrumentos muy disimiles en su origen como el arpa paraguaya y el requinto cuyano, que era muy poco conocido incluso en el ambiente folclórico argentino.
Algunos de sus amigos, también comprometidos con la difusión del folclore cuyano fueron el maestro Alberto Rodríguez, importante pianista y compilador del Cancionero Cuyano, Félix Dardo Palorma, Carlos Montbrun Ocampo, Alfredo Alfonso, José Adimanto Zabala, y Rafael Arancibia Laborda.
Cuadros compuso e interpretó además obras de otros estilos folclóricos e incluso de estilos tradicionales de otros países latinoamericanos, «Como pasillos colombianos», «Bambucos» o «Cieguitos». A lo largo de más de dos décadas el grupo recorrió toda Argentina, Chile, Perú y Ecuador. En Colombia, aún hoy son muy populares sus obras.
La temática principal de las canciones más conocidas de Hilario Cuadros (y los Trovadores de Cuyo, grupo que dirigió y en el que participó desde su formación hasta su deceso), se inclinaba a rescatar los valores históricos como la Gesta Sanmartiniana, temas religiosos populares, amorosos y de costumbres y paisajes cuyanos.

## Fallecimiento
Cuadros falleció el 8 de diciembre de 1956, en su casa de Villa del Parque, Buenos Aires, luego de una prolongada afección renal quince días antes de cumplir cincuenta y cuatro años. En su honor se instituyó el día 23 de diciembre como el Día de la Tonada.

## Algunas de sus obras
- Cochero e' plaza
- Los sesenta granaderos
- La monjita
- Flor de Guaymallén
- El niño y el canario
- Bandera de los Andes
- Virgen de la Carrodilla